# Terminología anatómica de localización

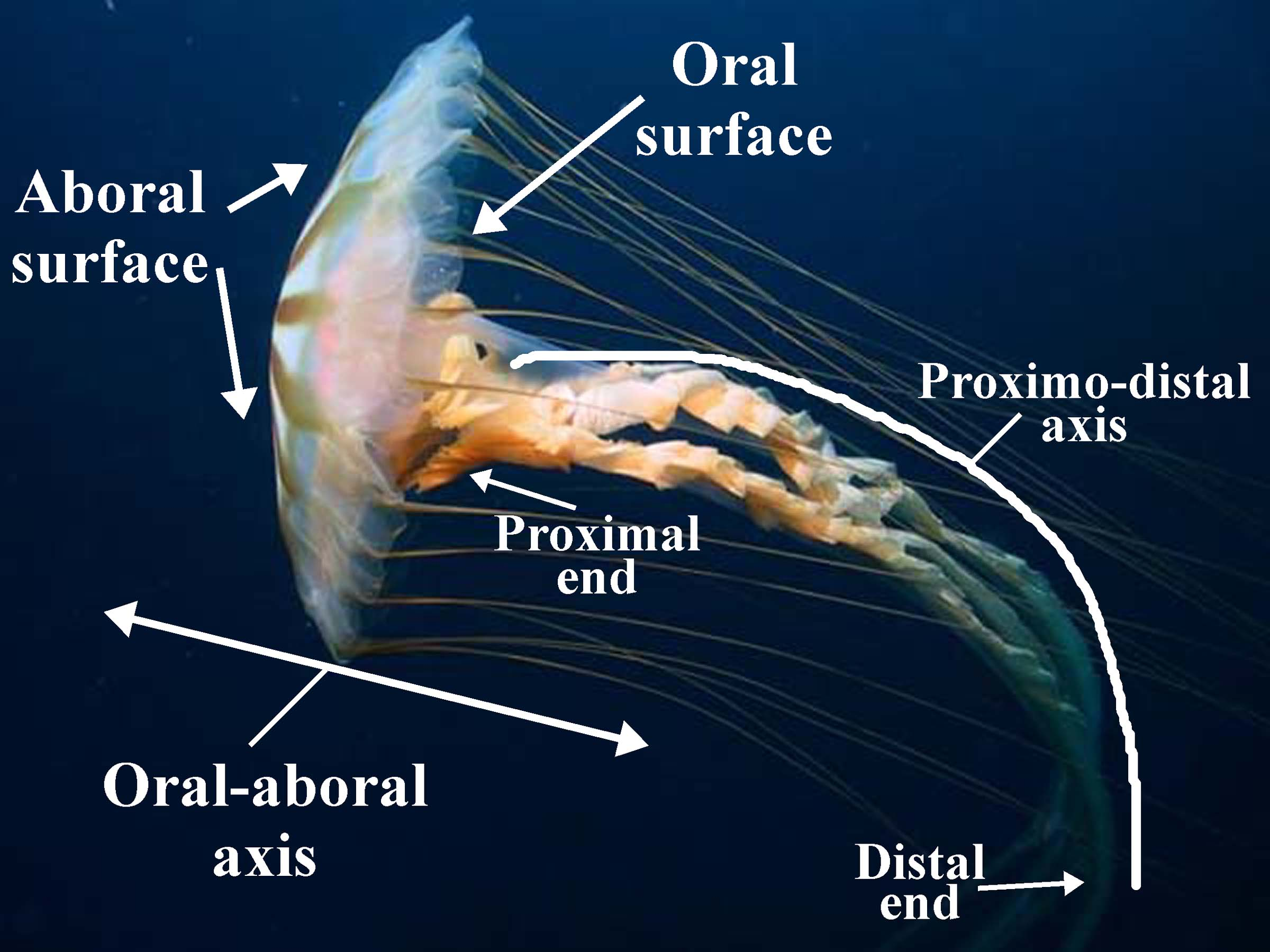
una medusas de la especie Chrysaora. Al igual que otros animales, su apéndice s movimiento, y en esta imagen no se encuentran en una posición anatómica estándar. En posición anatómica, el eje proximodistal (etiquetado) es recto, y el punto de la etiqueta "extremo distal" ni a la izquierda oa la derecha del eje principal las medusas.

En anatomía, los términos anatómicos de localización son términos descriptivos que ayudan a identificar posiciones relativas y direcciones dentro de una especie faunal. Mientras estos términos están estandarizados en campos específicos de la biología, pueden diferir considerablemente de una disciplina a otra.
El problema son las incoherencias surgidas en el uso de algunos términos generales como arriba, que puede referirse a la cabeza para un ser humano, mientras que para una platija, arriba puede ser el lado izquierdo o derecho. En anatomía humana, todos los nombres están basados en posiciones relativas al cuerpo a partir de una posición anatómica estándar del mismo, siendo la posición anatómica humana estándar la posición llamada decúbito supino. En anatomía veterinaria, la mayoría de los términos están dados con relatividad a las partes del cuerpo, a menudo en relación con la espina dorsal, lo cual permite tener una terminología consistente entre especies vertebradas frente a las diversas posiciones que pueden adoptar de forma natural. Mientras las orejas serían superiores (encima de) a los hombros de un ser humano, esta terminología falla al intentar describir un armadillo, donde los hombros están por encima de las orejas. En terminología veterinaria, las orejas son craneales (en dirección a la cabeza) a los hombros en el armadillo, el perro, el canguro, o cualquier otro vertebrado. De igual forma, mientras el vientre es anterior a (enfrente de) la espalda en los humanos, esta terminología falla para las platijas, el armadillo o el perro (aunque podría valer para un canguro). En términos veterinarios, el vientre es ventral a (hacia el abdomen) la espalda en todos los vertebrados. Aunque la terminología vertebrada universal usada en medicina veterinaria puede valer en medicina humana, los términos posicionales humanos tienen una propia terminología bien establecida.
Para los invertebrados, la terminología de localización es bastante más complicada, ya que la mayoría de las especies no poseen simetría bilateral. Para estas especies, la terminología depende del tipo de simetría presente (si existe).

## Propósito

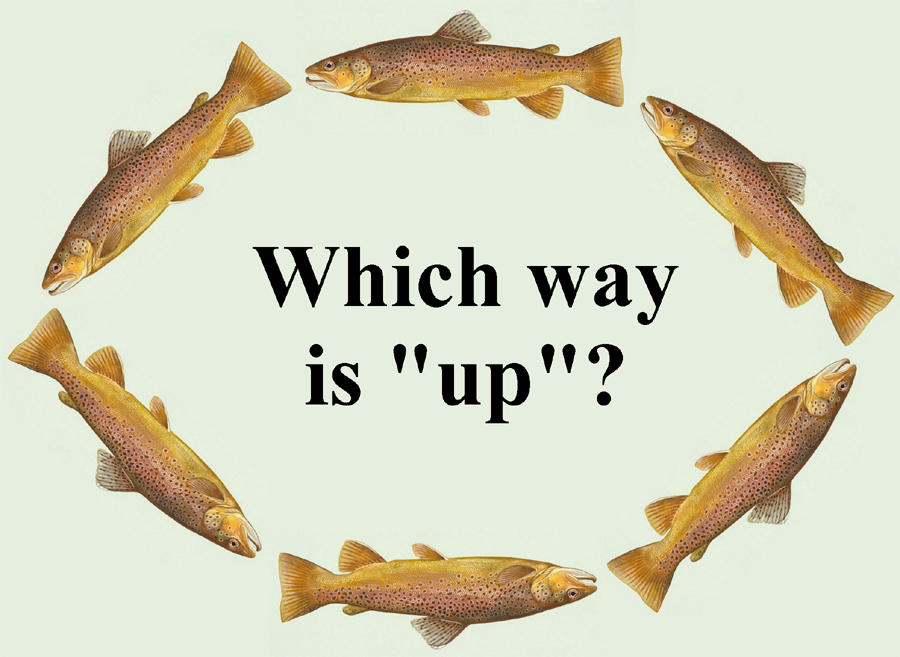
Los animales suelen cambiar de posición respecto a su entorno.

En las ciencias relacionadas con la anatomía de los animales, es necesario poseer unos términos de localización precisos por varias razones. Primero, no existen términos generales que puedan ser entendidos por distintos zoólogos que hablen distinto idioma, lo que puede provocar graves problemas de comprensión en su traducción. Las diferencias en la terminología mantienen el problema que todavía separan la anatomía zoológica o animal (llamada a veces zootomía) de la anatomía humana o médica (llamada a veces androtomía).
El segundo y mayor problema es el causado por la propia naturaleza animal. La mayoría de los animales son capaces de moverse en relación con su entorno. Así, mientras arriba puede referirse a la cabeza del individuo cuando está en posición vertical, el mismo término podría describir su vientre cuando está tumbado boca abajo.
Por tanto, se han desarrollado unos términos de localización anatómicos (y zootómicos) estándar, usualmente escritos en latín, suficientes para que todos los médicos y biólogos precisen las definiciones y comuniquen la información sobre el cuerpo animal (y también humano) y los órganos en los que se compone.

## Posición anatómica estándar

Posición anatómica estándar se utiliza para describir a los seres humanos y otros animales. Debido a las diferencias en la forma en que los seres humanos y otros animales son estructurados, diferentes términos se utilizan en función de la neuroeje y de un animal vertebrado y invertebrados.

El animal puede modificar su posición en el medio, pero además, cualquiera de sus partes puede variarla a su vez con respecto al resto del cuerpo. Por esto es importante que las referencias descriptivas de los organismos se realicen con respecto a la posición anatómica estándar.
No hay una definición formal de la posición anatómica estándar empleada en el campo de la Zoología. Esta postura se puede definir libremente como la posición en la cual el animal está en descanso y cualquiera de sus partes en línea recta.
Por lo que respecta a los animales con simetría bilateral, entre los que se incluyen los vertebrados, puede afinarse y establecerse la postura anatómica estándar como aquella en la que el animal está parado, erguido y mirando al frente.
Por lo que respecta a los humanos, la posición anatómica estándar sigue las pautas indicadas para el resto de vertebrados, pero, como bípedos, incluye los siguientes elementos: el cuerpo erecto (de pie), con la cabeza y cuello también erectos, mirando al frente, hacia adelante, con los brazos extendidos hacia abajo, a cada lado del cuerpo, con las palmas de las manos dando hacia adelante (antebrazos en supinación), las puntas de los dedos mirando al frente, las piernas extendidas y levemente separadas (en abducción), y los tobillos y pies igualmente extendidos (de puntillas, con la punta del pie señalando hacia el frente). En relación con la cara, esta queda mirando al frente. En esta posición, el vientre (palma) de cada mano es de situación 'ventral' o anterior, mirando hacia adelante, pero la planta de cada pie (vientre) mira hacia atrás y es de posición dorsal o posterior.
Situado en una mesa de disección, la posición del cuerpo humano se encuentra en decúbito supino. Es la posición que presentan los cadáveres preparados para la autopsia, con los brazos rotados hacia fuera de tal modo que los pulgares quedan alejados del tronco y las palmas hacia delante. Lo que antes miraba hacia adelante ahora mira hacia arriba y lo que antes miraba hacia atrás ahora está hacia abajo.

### El plano de Fráncfort
También conocido como plano aurículo-orbital, el plano de Fráncfort se adoptó en el Congreso Mundial de Antropología que se celebró en la citada ciudad alemana en 1884, como la posición anatómica estándar del cráneo humano.
El plano horizontal está delimitado por el extremo inferior de la órbita izquierda y el margen superior de ambos meatos auditivos externos.
Esta posición estándar puede ser también empleada para los homínidos e incluso para la totalidad de los primates, pero no para otros grupos animales.

## Direcciones

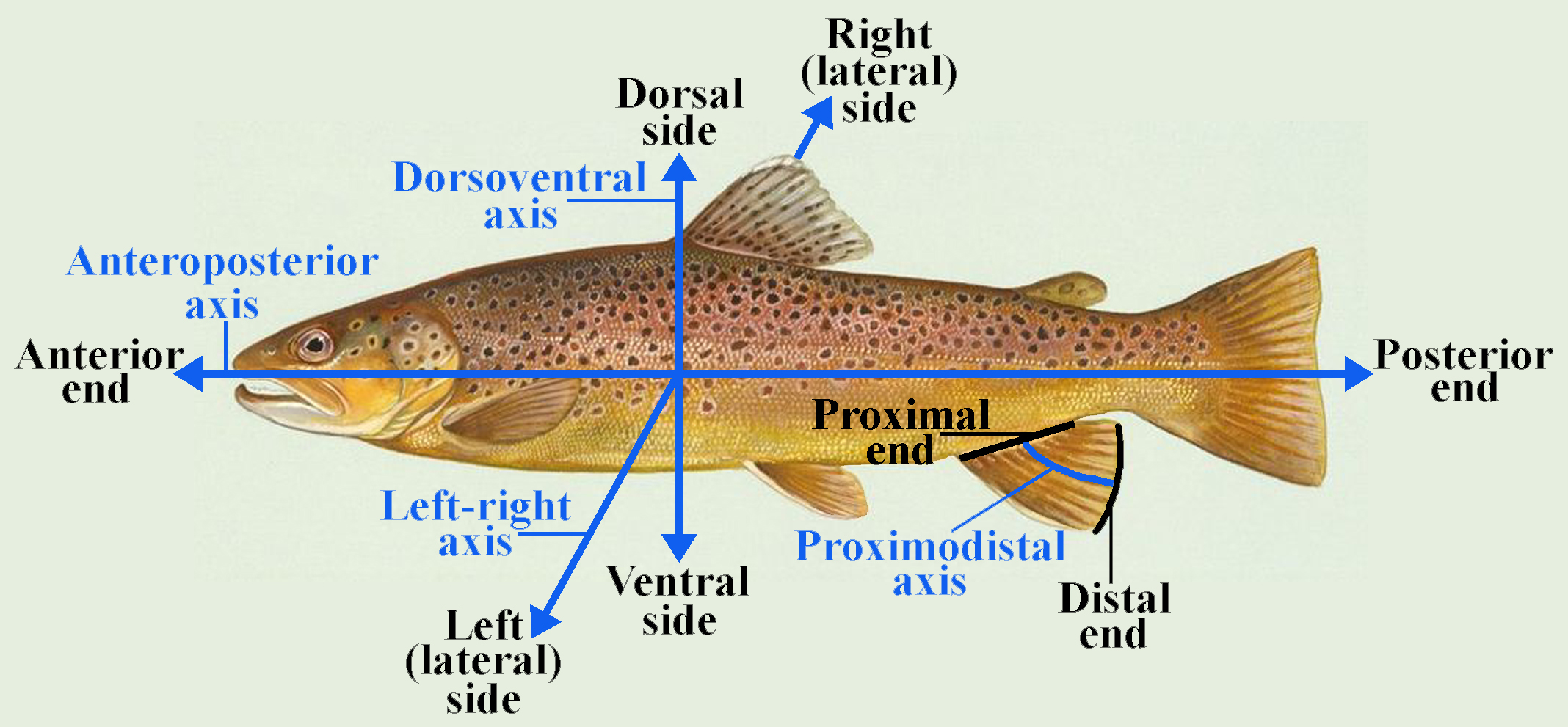
Ejes (Axis): Antero-posterior, dorso-ventral, latero-lateral (left-right) y próximo-distal. Polos: Anterior-posterior, dorsal-ventral, izquierdo-derecho, proximal-distal.

Todos los vertebrados, incluido el ser humano, y muchos invertebrados presentan simetría bilateral, esto es, que partiendo el cuerpo en dos mitades, izquierda y derecha, imágenes la una de la otra.
Por esta razón, y a pesar de las evidentes diferencias anatómicas, los términos ideados para emplear con vertebrados pueden usarse también con aquellos invertebrados que presentan la característica descrita.
No obstante, en animales bípedos como las aves y algunos mamíferos, la terminología puede presentar algunas diferencias ocasionadas en todo caso por la distinta postura anatómica estándar.
Por definición, cada par de polos opuestos definen un eje, y en el cuerpo de un animal con simetría bilateral podemos definir los ejes empleados en geometría tridimensional "x-y-z". Así, se obtienen los ejes antero-posterior, dorso-ventral y latero-lateral.
Además, se consideran otros dos ejes que no tienen relación con los mencionados ejes espaciales, sino que se definen en relación con la posición que mantienen relativa al centro del cuerpo. Son los ejes latero-medial y próximo-distal.

### Eje anteroposterior

Ejes direccionales en un tetrápodo, el caballo (Equus caballus).

Definido por los extremos o regiones anterior y posterior. En cuadrúpedos el extremo craneal es anterior y el caudal es posterior.

#### Región craneal
También llamado extremo anterior, rostral o cefálico, se define por la posición de la antecabeza.
En animales bípedos, en lugar de anterior se emplea el término superior.

#### Región caudal
También conocido como extremo posterior está definido por la región de la cola o polo opuesto a la cabeza.
En animales bípedos, en lugar de posterior se emplea el término inferiores, si bien es cierto que los ejes transversales pueden ser verticales pero a la vez antero posterior.

### Eje dorsoventral
El definido por los extremos o regiones dorsal y ventral.

#### Región dorsal
En los vertebrados cuadrúpedos, se define la región dorsal como la que quedaría más alejada del suelo si se dividiera el cuerpo por la mitad empleando un plano imaginario paralelo al mismo. 
Por extensión, en otros animales no vertebrados cuyo cuerpo adquiera una postura anatómica estándar cuyo eje mayor sea paralelo al suelo se considera región dorsal la delimitada de igual forma.
En los bípedos, la región dorsal es el resultado de girar el plano trazado los mismos 90° que el eje mayor del cuerpo del animal.
En los vertebrados, esta región conoce áreas con denominaciones específicas: 

##### Región torácica
La delimitada por las vértebras torácicas. Puede ser llamada espalda.

##### Región lumbar
La delimitada por las vértebras lumbares.

##### Región coxígea
La delimitada por las vértebras coxígeas. En algunos cuadrúpedos es conocida como grupa.

#### Región ventral
Trazando el mismo plano empleado para la definición de la región dorsal, se conoce como región ventral la que queda más próxima al suelo en los cuadrúpedos o anterior para los bípedos y que, como aquella, tiene también áreas con denominaciones específicas: 

##### Región pectoral
La delimitada por la caja torácica, por lo que también es conocida como región torácica ventral. Pecho es uno de los nombres empleados popularmente para referirse a ellas.

##### Región abdominal
La delimitada por la cavidad homónima. También se conoce como abdomen o vientre.

### Eje lateral
También conocido como eje izquierda-derecha o latero-lateral es el definido por los lados del animal tomando como referencia el plano perpendicular al suelo que divide el cuerpo por el eje mayor.
Delimita los lados derecho e izquierdo que se toman siempre referidos al animal y nunca respecto a un posible objetivo que estuviese frente a él.

### Eje latero-medial

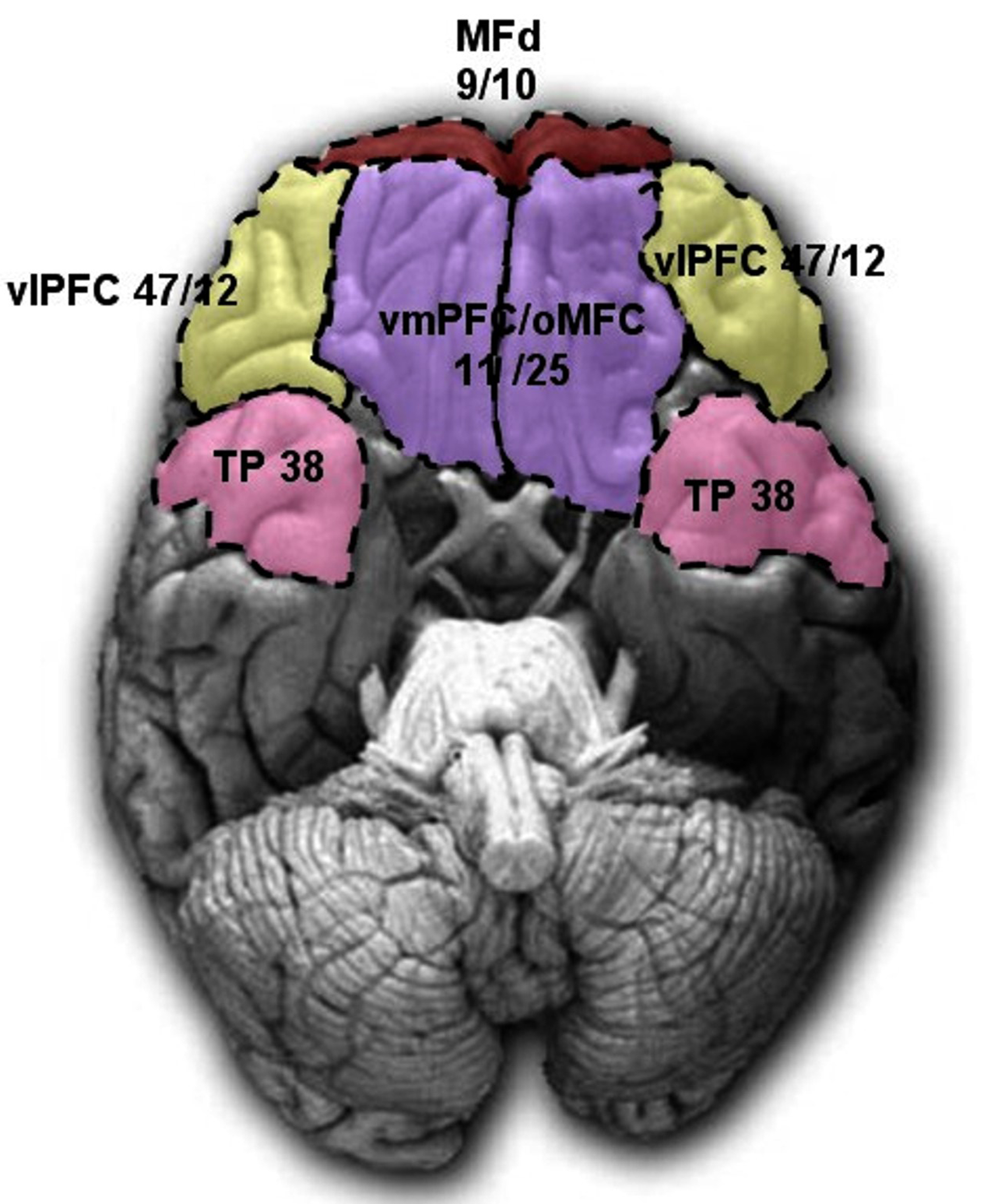
Ventral-medial (vm en violeta) y ventral-lateral (vl en amarillo) de la corteza pre-frontal del cerebro.

El eje latero-medial discurre entre el punto medio del cuerpo y uno de los lados (izquierdo o derecho). 
Resulta obvio que el extremo lateral es el correspondiente a cualquiera de los lados del cuerpo, y el extremo medial el que se sitúa en el interior del mismo. Es equivalente al eje lateral en estructuras bilaterales, mientras que en estructuras unilaterales implica tener una dirección en sentido que va desde el exterior hacia el interior.

### Eje próximo-distal
Los extremos proximal y distal que delimitan este eje, son empleados para definir la posición que ocupan los apéndices del cuerpo con respecto a este.

#### Extremo proximal
Es el más cercano al cuerpo del animal. En el caso de las extremidades, serían los extremos proximales las cabezas del húmero y del fémur, es decir, las articulaciones de los miembros con el tronco.

#### Extremo distal
Es el más alejado del cuerpo del animal. Las falanges de manos y pies y la punta de los cuernos, las orejas o de la cola serían los extremos distales de estos apéndices.

### Líneas corporales
Los puntos opuestos y los ejes delimitados por los mismos, se proyectan en la superficie del cuerpo formando cuatro líneas paralelas al eje antero-posterior:

#### Línea media dorsal
Línea imaginaria que discurre entre los extremos craneal y caudal dividiendo la región dorsal en dos mitades: izquierda y derecha. En animales vertebrados discurre paralela a la columna vertebral..

#### Línea media ventral
Línea imaginaria que discurre entre los extremos craneal y caudal dividiendo la región ventral en dos mitades: izquierda y derecha.

#### Líneas medias laterales
Líneas imaginarias que discurren entre los extremos craneal y caudal dividiendo las regiones laterales derecha e izquierda en dos mitades cada una: dorsal y ventral.

## Especificaciones concretas según la especie
La gran variedad de formas del cuerpo presente en invertebrados presenta un problema difícil cuando se trata de aplicar términos direccionales estándar. Dependiendo del organismo, algunos términos se toman por analogía de la anatomía de los vertebrados, y los términos nuevos apropiados se aplican según sea necesario. Algunos términos tomados son ampliamente aplicables en la mayoría de los invertebrados; por ejemplo proximal, que literalmente significa "cerca" se refiere a la parte de un apéndice más cercano a donde se une con el cuerpo, y distal, que literalmente significa "distancia de" se usa para la parte más alejada del punto de unión. En todos los casos, el uso de los términos depende del plan corporal del organismo.
Por ejemplo, especialmente en organismos que no presentan cabezas distintas, por razones de aplicación más amplias, "anterior" es generalmente preferido.

### En arácnidos
Dos términos especializados útiles para describir ubicaciones en las patas y pedipalpos de arácnidos son: prolateral, que  se refiere a la superficie de una pata que está más cerca del extremo anterior del cuerpo de un arácnido, y retrolateral, que se refiere a la superficie de una pata que está más cerca del extremo posterior.